# PlayStation 5
PlayStation 5 és el nom que rep la consola creada per l'empresa japonesa Sony, llançada al mercat en el mes de novembre de 2020. Aquesta consola es la successora de la PlayStation 4. Amb aquesta consola, l'empresa japonesa intentà competir amb la Xbox Series X de la seva competidora, Microsoft.
La producció d'aquesta consola va estar dirigida per Mark Cerny, l'arquitecte del sistema, i Jim Ryan, CEO de Sony Interactive Entertainment.

## Característiques

### Processador
Gràcies a la revista estatunidenca Wired, la qual va assistir l'agost del 2019 a una conferència en la qual van presentar les primeres especificacions d'aquesta consola. Mark Cerny, prèviament (abril) ja havia anunciat que l'aparell utilitzaria una GPU AMD Navi i una CPU Ryzen Zen 2, però també es va mencionar del ray tracing (traçat en temps real) gràcies al processador acompanyat d'una variant gràfica amb una arquitectura de targetes gràfiques de la Radeon Navi, una sèrie d'algoritmes que permeten deduir el lloc de reincidència de la llum per a millorar els efectes i reflexos a temps real.
Un dels aspectes que més ha cridat l'atenció als jugadors és l'ús de SSD, una memòria d'emmagatzematge que permetrà als animadors i dissenyadors de videojocs a "crear mons molt més rics", tal com deien alguns desenvolupadors que ja havien accedit a la consola. A l'utilitzar aquestes unitats d'estat sòlid s'aconseguirà millor diversos aspectes, com millorar els temps de càrrega, gràcies a la seva velocitat de lectura, o reduir el temps de desenvolupament dels jocs.

### Discs
A diferència de l'anterior generació de videoconsoles (vuitena generació), els jocs ocuparan més espai i estaran en discs físics Blu-ray de 100 GB emmagatzemats (per tant, seguiran optant per utilitzar les versions físiques dels jocs). De la mateixa manera que succeeix amb les consoles de l'actual generació, els jocs hauran de passar per un procés perceptiu per dur a terme la seva instal·lació a causa de la diferència de velocitat entre un SSD i un disc òptic, però no serà igual que en la seva antecessora, ja que tenen la intenció d'eliminar processos i convertir el procés d'instal·lació més configurable, obtenint com a resultat una instal·lació modular.

### DualSense

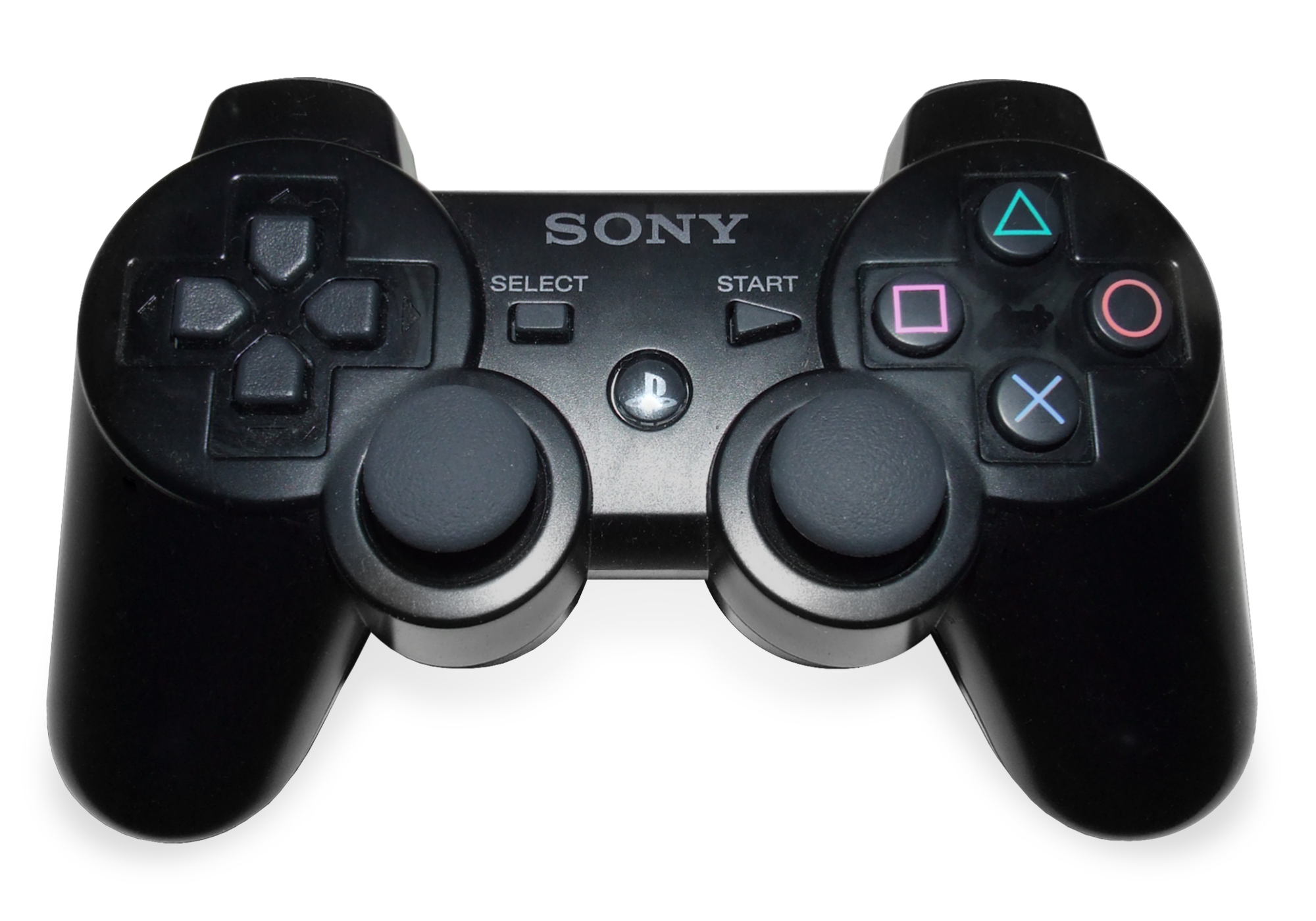
El DualShock de la PlayStation 3, el qual va innovar amb la SIXASIS

Pel que se sap dels controls de la nova videoconsola, comptaran amb uns gallets adaptatius que oferiran una "major immersió", ja que modificaran la seva resistència per tal de notar els canvis que succeeixen en els videojocs. Per exemple, en un joc d'acció, no serà el mateix moure al personatge amb una pistola que amb un rifle d'assalt, ja que tots dos objectes tenen un pes o cadència diferents. A més, comptarà amb una vibració de major qualitat que el que ofereixen els DualShocks de la PlayStation 4, la qual serà semblant a la present en els Joy-Cons de la Switch de Nintendo.

### Retrocompatibilitat
Els jocs de PlayStation 4 són 99% compatibles amb la consola, segons va anunciar Jim Ryan, CEO de PlayStation, en setembre de 2020.

### PlayStation VR
En 2019 es va anunciar la compatibilitat amb PlayStation VR.